# Persholmen
Persholmen ist eine Schäreninsel auf der Ostseite des Byfjords in der norwegischen Provinz Rogaland. Sie gehört zum Gebiet der Stadt Stavanger.
Die unbewohnte felsige und karge Insel liegt etwa sieben Kilometer nordwestlich der Halbinsel Stavanger und 750 Meter südlich vor Bru. Etwa 200 Meter westlich befindet sich die kleinere Schäre Fladaskjeret, etwas mehr als 100 Meter östlich Kjeøa.
Persholmen erstreckt sich von Nordwesten nach Südosten über etwa 140 Meter bei einer Breite von etwa bis zu 70 Metern und einer maximalen Höhe von 10,1 Metern.